# Newton de Macedo

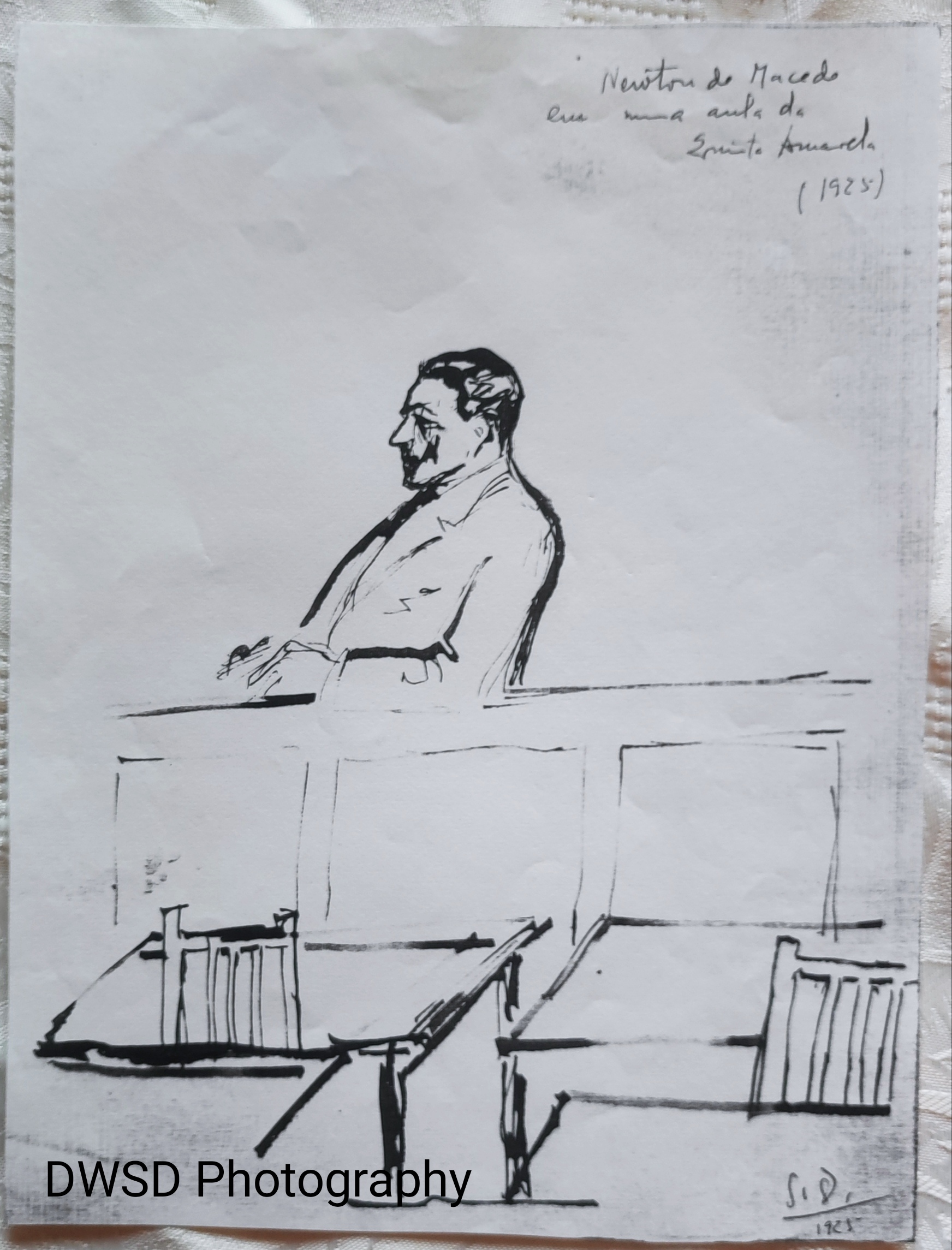
Newton de Macedo por Santanna Dionisio em 1925

Francisco Newton de Macedo foi um intelectual e político principalmente destacado durante a Primeira República Portuguesa. Foi membro do Partido Centrista Republicano e dedicou-se também a ensaios e o estudo da reforma das universidades em 1919 liderada pelo Ministro da Educação Leonardo Coimbra (tal como o seu colega de partido e também intelectual Ângelo Ribeiro).